# 273273 Piwowarski
273273 Piwowarski è un asteroide della fascia principale. Scoperto nel 2006, presenta un'orbita caratterizzata da un semiasse maggiore pari a 3,1791866 UA e da un'eccentricità di 0,3615751, inclinata di 30,59643° rispetto all'eclittica.